# 광양 구 진월면사무소
광양 구 진월면사무소는 전라남도 광양시 진월면 선소리에 있는, 1950년대에 건립된 소규모 관공서 건물이다. 2018년 12월 10일 대한민국의 국가등록문화재 제739호로 지정되었다.

## 등록 사유
1950년대에 건립된 소규모 관공서 건물로 지붕의 목조트러스 구조가 원형의 모습을 잘 유지하고 있고, 주출입구 부분을 조형적으로 처리한 독특한 입면구성을 보이는 등 지역을 대표하는 근현대건축유산으로서 보존 가치가 충분하다.

## 참고 자료
- 광양 구 진월면사무소 - 국가유산청 국가유산포털